# Ahura Mazdā

Rappresentazione iconografica del Fravašay (Faravahar), l'angelo custode dell'anima umana e protettore delle comunità

Ahura Mazdā (avestico) è il nome dato all'unico dio, creatore del mondo sensibile e di quello sovrasensibile, della religione zoroastriana (più correttamente mazdeismo o anche mazdaismo).
Il nome significa "spirito che crea con il pensiero" da: 
- Ahura: derivato dall'antico avestico anshu nel significato di "respiro vitale" quindi collegato ad ansu (spirito) e da qui corrispondente al sanscrito asura, e all'antico germanico ansuz nonché al gotico ase, Æsir. Quindi come "spirito che crea la vita"
- Mazdā: derivato dalla radice indoeuropea *mendh che indica l'apprendere. Quindi nel significato di "memoria" e "pensiero".

Da lui dipendono Spenta Mainyu (santo spirito) e gli Ameša Spenta.
Il nome della divinità varia leggermente in altre lingue iraniche:
- Auramazdā in persiano antico[1]
- Aramazd in parto[2] e armeno
- Armazi (არმაზი) in georgiano
- Hourmazd, Hormizd, Hormuzd, Ohrmazd e Ormazd/Ōrmazd in persiano اورمزد‎/ ارمزد) sono traslitterazioni che si trovano in persiano medio e moderno.

## Ahura Mazdā e gli insegnamenti di Zarathuštra
Zarathuštra, il profeta fondatore dello zoroastrismo, predicò che tutto ciò che di benefico esiste per il genere umano è stato creato da Ahura Mazdā, mentre tutto ciò che è malefico è opera di Angra Mainyu (spirito del male).
Secondo lo zoroastrismo, Ahura Mazdā creò il mondo in sei "periodi". Maŝya e Maŝyana furono la prima coppia di esseri umani creati da dio. Ahura Mazdā è inoltre considerato il protettore di tutte le creature: ad esempio, secondo la tradizione mazdeista, durante il diluvio universale egli costruì il palazzo Vara di Yima al fine di proteggere tutte le creature.

## I nomi di Dio
Nei versi 7 e 8 dello  "Yašt ad Ahura Mazdā", contenuto nella Khordah Avestā, dio elenca i nomi con cui egli può essere indicato:
(Yašt, I,7-8. Traduzione di Arnaldo Alberti in Avestā. Torino, UTET, 2008, p. 283)